# My Sleeping Karma
My Sleeping Karma es una banda alemana de rock psicodélico instrumental de Aschaffenburg. El grupo describe su estilo como "Psychedelic Groove Rock", y entre sus principales influencias se encuentran bandas como Iron Maiden, Slayer y Tool. My Sleeping Karma ha lanzado cinco álbumes de estudio y uno en vivo bajo el sello Napalm Records. 

## Historia
Hasta el año 2006, el bajista Matte y el baterista Steffen tocaron en la banda de stoner rock The Great Escape. Después de que su cantante dejó la banda, los músicos continuaron como una banda instrumental porque querían realizar una presentación del festival que se había anunciado durante mucho tiempo. La banda fue completada por el guitarrista Seppi y el soundboarder Norman. Debido a la reacción pública positiva, la banda continuó y pronto fue firmada por Elektrohasch Records. En 2006 se lanzó el álbum debut homónimo. 
El segundo álbum Satya fue lanzado dos años después. El término Satya, es una palabra en sánscrito que se traduce como "verdad". Desde este álbum todos los nombres de los discos tienen algo que ver con el hinduismo.  Sin embargo, ninguno de los músicos involucrados tiene sus raíces en esta religión. El tercer álbum de estudio Tri fue lanzado en 2010. En junio de ese año, Westdeutscher Rundfunk transmitió un concierto de My Sleeping Karma en Colonia en su programa Rockpalast. La banda tocó como teloneros de Brant Bjork. La banda también actuó en el festival francés Hellfest.  
En otoño de 2011, la banda realizó su primera gira europea y finalmente firmaron con la compañía discográfica austríaca Napalm Records.  Bajo este sello discográfico, fue que el cuarto álbum de estudio en septiembre de 2012 Soma fue publicado. El título se refiere a la intoxicación de los dioses hindúes. En noviembre de 2012, la banda realizó una gira europea junto a Monster Magnet. Un año después, la banda recorrió Rusia y actuó en festivales como el Summer Breeze, el Hellfest, el Desertfest en Berlín y el Festival alemán Kultrock en el Balver Höhle. Entonces los músicos comenzaron a trabajar en nueva música. 
Desde diciembre de 2014 hasta enero de 2015, la banda grabó su quinto álbum de estudio Moksha, que fue lanzado en mayo de 2015 El término "moksha" significa redención, liberación o iluminación en varias religiones indias. Con el álbum, la banda alcanzó las listas de álbumes alemanas por primera vez y alcanzó el número 69. El 24 de febrero de 2017, la banda lanzó su primer álbum de concierto con Mela Ananda.

## Estilo
My Sleeping Karma toca música rock instrumental. Su música generalmente se conoce como stoner rock y rock psicodélico. La banda describe su estilo como "Psychedelic Groove Rock". Las principales influencias de la banda son bandas de metal como Iron Maiden y Slayer o bandas más modernas como Tool.  El bajista Matte describió el álbum de Iron Maiden Seventh Son of a Seventh Son como el disco de referencia colectivo favorito de los músicos.
A diferencia de muchos otros lanzamientos, los álbumes de My Sleeping Karma se mezclan de manera relativamente tranquila. La banda quiere diferenciarse del volumen de la industria de la música.  Según la bajista Matte, se dice que la música de My Sleeping Karma representa una alternativa a la sociedad actual de rápido movimiento y sobrecargada.  La música de la banda está compuesta con poco esfuerzo. En una entrevista con la revista alemana Metal Hammer, el bajista Matte explicó que las piezas no tienen cambios constantes en el tempo o los motivos y consisten principalmente en dos o tres temas. Según él, estos se tocan con emoción y dinamismo.

## Discografía

### Álbumes
- 2006: My Sleeping Karma (CD / LP; electrohash records) LP relanzado como remaster en 2011.
- 2008: Satya (CD / LP; electrohash records) LP 2011 relanzado.
- 2010: Tri (CD / LP; registros de electro hash)
- 2012: Soma (CD / LP doble; Spinning Goblin Records / Napalm Records ) Lanzado en 6 versiones; Distribución de Rusia a través de Mazzaria Records, 2013.
- 2015: Moksha (CD / LP doble; Napalm Records) Lanzado en un total de 6 versiones, incluidos los LP en diferentes colores. (Oro, plata, morado, azul y como vinilo de imagen )
- 2017: álbum de concierto de Mela Ananda (doble LP / doble 12 "; Napalm Records).
- 2022: Atma (CD / LP; Napalm Records)

## Enlaces web
- Sitio web oficial
- My Sleeping Karma en AllMusic
- My Sleeping Karma en Discogs

- Datos: Q1693997